# Sangha (buddyzm)

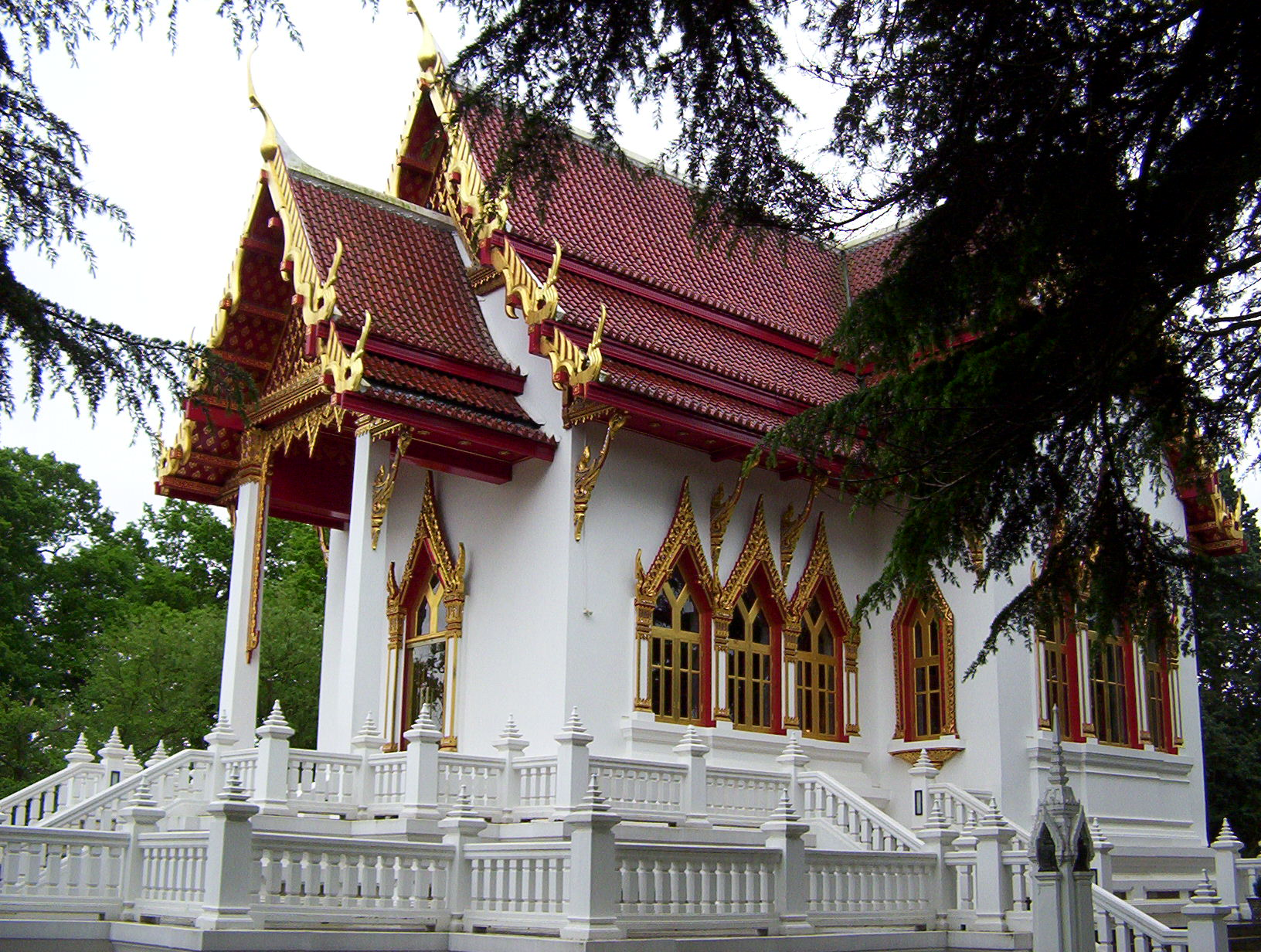
Tajska świątynia buddyjska w tradycji Theravada (konkretnie viharn – najświętsze miejsce w świątyni gdzie gromadzi się sangha). Londyn (Wielka Brytania)

Sangha (skt. saṃgha संघ; chiń. 僧伽 sengjia; kor. sŭngga, jap. 僧伽 sōgya, wiet. tăng-già) – dosł. „zgromadzenie” – nazwa wspólnoty buddyjskich mnichów. Jako trzecia część Trzech Klejnotów (pali. Tiratana) oraz Trzech Schronień (pali Tisarana) nawiązuje do Wspólnoty Świętych (pali Ariyasangha), tzn. Czterech Szlachetnych (pali Ariyapugga).
Często nazwy „sangha” używa się też w odniesieniu do wspólnoty świeckich, praktykujących buddyzm, jednak pierwsze znaczenie jest znaczeniem podstawowym

## Historia Sanghi
Właściwie za początek Sanghi można uznać moment wygłoszenia przez Buddę Kazania o Wprawieniu w Ruch Koła Dharmy w Sarnath, gdyż po skończonym kazaniu pięciu ascetów zostało jego pierwszymi uczniami. Sam Budda wyświęcił ich na mnichów (pali bhikkhu). Stanowili oni zatem zaczątek świętej wspólnoty. Jednak za właściwy moment można uznać Poczwórne Zgromadzenie, które odbyło się po pierwszej porze deszczowej po Oświeceniu Buddy w miesiącu magha. W tym to czasie (była to pełnia Księżyca) Budda wybrał się z Parku Gazeli w Sarnath do miasta Rajagahagda. Tam przed jego oblicze przybyło 1250 Arahantów, jego uczniów, mnichów których własnoręcznie wyświęcił. Wszyscy przybyli bez wcześniejszego wspólnego uzgadniania w to samo miejsce ze swych odosobnień na porę deszczową. Wszyscy przybyli oddali hołd Nauczycielowi i wspólnie założyli klasztor Veruvana w Gaju Bambusowym wraz z głównymi uczniami Buddhy: Czcigodnym Sariputtą i Czcigodnym Moggalaną. Tak więc rozproszone zgromadzenie zjednoczyło się. Od tamtego czasu minęło ponad 2500 lat. Sangha istnieje nadal, a w swej historii przeżywała wiele wzniosłych i tragicznych momentów. Często tradycje wyświęceń zanikały, lecz zawsze z pomocą spieszyli bhikkhu z innych krajów o silnej tradycji wyświęceń (np. Sri Lanka). Sangha to także misje bhikkhu, którzy nieśli Dharmę do innych krajów.

## Dyscyplina
Całość życia mnichów reguluje dyscyplina zawarta w części Kanonu palijskiego zwanej Winaja Pitaka (Kosz Dyscypliny Zakonnej). Zebraniem i wyliczeniem zasad dyscyplin jest Patimokkha.

## Sangha
Sangha jest zawsze jedna i tworzy całość. Jednak w jej skład wchodzić mogą różne ruchy i szkoły. W różnych krajach buddyjskich mnisi będą nosić różne szaty, może się nieco różnić ich dyscyplina, a także nauki, jakie głoszą.

## Organizacja
Sangha najczęściej jest zorganizowana w klasztory (pali. vihara) lub świątynie (taj. wat). Najwyższą władzą w sandze jest Sangharaja Maha Thera (nazwa palijska obowiązująca w krajach buddyzmu theravada) lub „patriarcha”. Jemu podlega Najwyższa Rada Sanghi. Najwyższą władzą w klasztorze jest opat, jemu podlegają nauczyciele (pali acariya) i mnisi (w tym starsi mnisi). Nauczyciele i starsi mnisi mają władzę zwierzchnią nad nowicjuszami.

## Przynależność do Sanghi
Osoba świecka może wstąpić do sanghi w wieku dojrzałym lub jako dziecko. Często praktyką jest wyświęcanie dzieci. Najpierw dostępuje się niższego wyświęcenia (pali pabajja) na nowicjusza/nowicjuszkę (pali samanera/samaneri) a dopiero następnie otrzymuje się wyższe wyświęcenie (pali upasampada) i zostaje się mnichem/mniszką (pali bhikkhu/bhikkhuni). Częstą praktyką jest, by dziecko było nowicjuszem przez pewien okres pobytu w klasztorze; dopiero osiągnąwszy pewien wiek, dzieci zostają wyświęcone na mnichów. Dorośli w jednej ceremonii są wyświęcani najpierw na nowicjusza, a następnie na mnicha.
Mnichem można zostać na całe życie, lecz nie jest to wymóg i wolno odejść z klasztoru, jeśli się tego pragnie.